# Послиште
Послиште (алб. Poslishtë) је насељено место у општини Призрен, на Косову и Метохији. Према попису становништва из 2011. у насељу је живело 1.520 становника.

## Становништво
Према попису из 2011. године, Послиште има следећи етнички састав становништва:
| Националност | 2011.          |
| Албанци      | 1.517 (99,80%) |
| недоступно   | 3 (0,20%)      |
| Укупно       | 1.520          |

| Демографија | Демографија | Демографија |
| Година      | Становника  | Становника  |
| ----------- | ----------- | ----------- |
| 1948.       | 160         |             |
| 1953.       | 118         |             |
| 1961.       | 177         |             |
| 1971.       | 333         |             |
| 1981.       | 719         |             |
| 1991.       | 1.127       |             |
| 2011.       | 1.520       |             |